# De lo nuestro lo peor... y lo mejor
De lo nuestro lo peor... y lo mejor fue un programa de televisión argentino, conducido por Luis Rubio y David Rotemberg a finales de 2002 y en 2003, y luego por Fabián Gianola y Ricky Aiello del 2009 a principios de 2011.
El programa se basaba en encontrar errores o bloopers en los programas de Canal 13, siguiendo en la línea de programas como Perdona nuestros pecados, TVR, El ojo cítrico, El podio de la TV, Plan TV y Demoliendo teles y Nosotros también nos equivocamos, este último fue en 2003 el programa rival de errores o bloopers de los programas de Telefe.

## Apoich
Apoich fue interpretado por Ricky Aiello, era un niño que interferira en el canal. Es un de las partes de Ricky, Apoich mostraba videos sacados de su poch cámara. Siempre cuando vuelve la transferencia, Ricky se quedaba como si nada hubiera pasado.

## Estrellas invitadas
- Lucía Gianola
- Fernando Lupiz
- Panam
- Freddy Villarreal
- Laura Natalia Esquivel